# Осиновка (приток Белой Холуницы)
Осиновка — река в России, протекает в Белохолуницком районе Кировской области. Устье реки находится в 106 км по правому берегу реки Белая Холуница. Длина реки составляет 12 км.
Река берёт начало на Верхнекамской возвышенности на гряде по которой проходит водораздел бассейнов Белой и Чёрной Холуницы в заболоченном лесу в 8 км к северо-востоку от посёлка Климковка. Течёт на юго-запад по ненаселённому, заболоченному лесному массиву. Впадает в Белую Холуницу в 5 км юго-восточнее Климковки.

## Данные водного реестра
По данным государственного водного реестра России относится к Камскому бассейновому округу, водохозяйственный участок реки — Вятка от истока до города Киров, без реки Чепца, речной подбассейн реки — Вятка. Речной бассейн реки — Кама.
По данным геоинформационной системы водохозяйственного районирования территории РФ, подготовленной Федеральным агентством водных ресурсов:
- Код водного объекта в государственном водном реестре — 10010300212111100032126
- Код по гидрологической изученности (ГИ) — 111103212
- Код бассейна — 10.01.03.002
- Номер тома по ГИ — 11
- Выпуск по ГИ — 1